# Spolverino

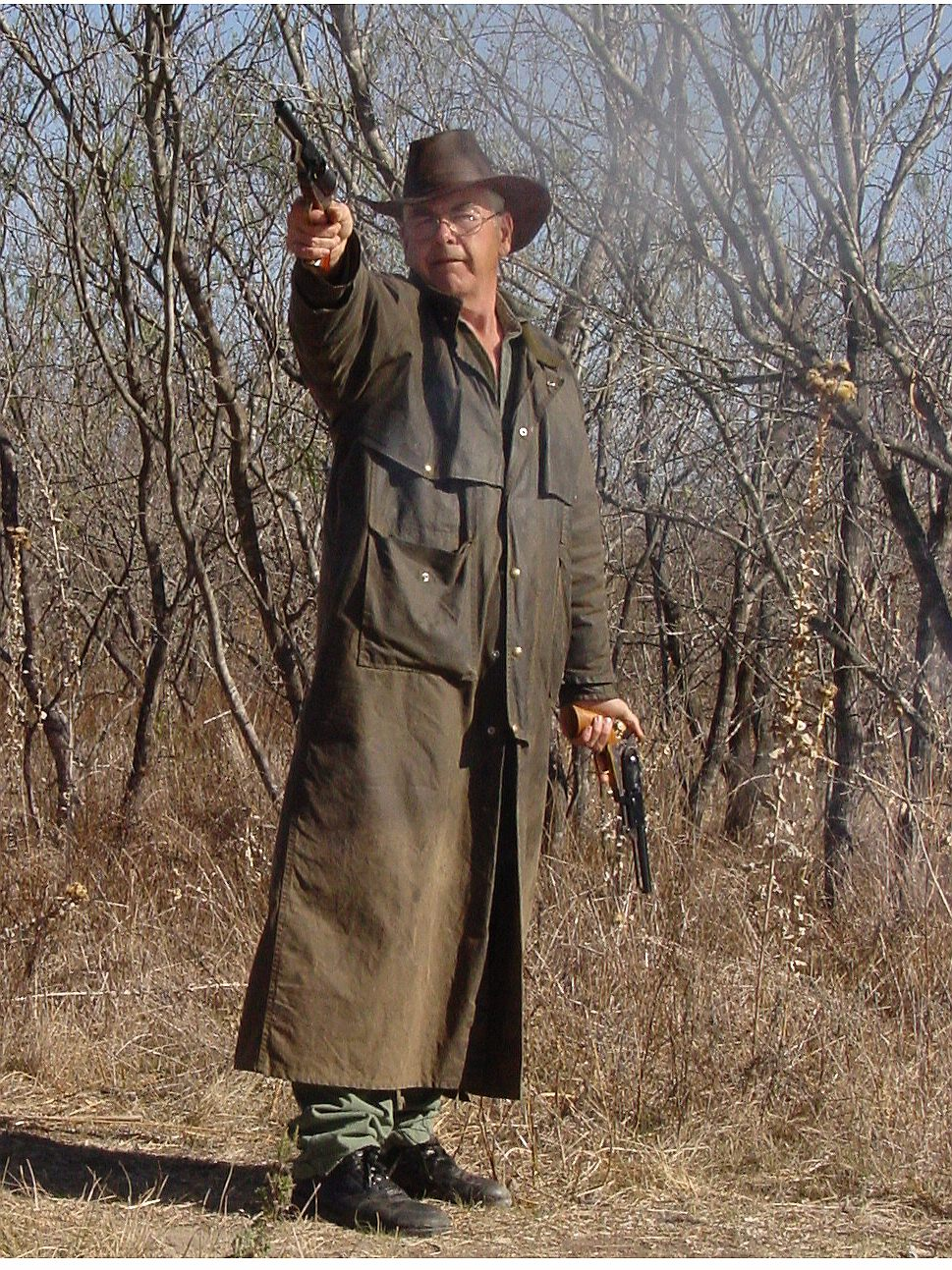
Rievocatore che indossa un abito da cowboy con spolverino

Uno spolverino è un tipo di cappotto lungo, ampio e leggero sfoderato con collo a revers in gabardine, lana o tela di cotone. Può presentare uno spacco sul fondo del dietro per facilitare i movimenti. Viene indossato sia dagli uomini che dalle donne.

## Storia
Gli spolverini risalgono alla fine dell'Ottocento, quando venivano utilizzati dai cowboy e i primi piloti di automobili e motociclette per evitare di sporcare i loro abiti. All'epoca gli spolverini venivano abbinati a berretti di tela e occhiali.